# Tea Party mozgalom

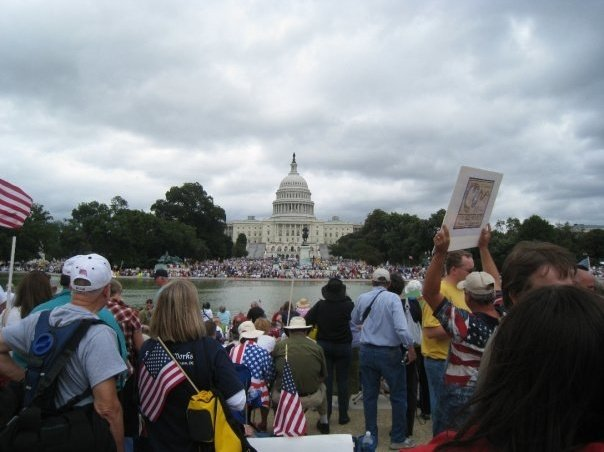
A Tea Party tagjai tiltakoznak a National Mallon

A Tea Party mozgalom amerikai populista politikai mozgalom, amelyet általában konzervatívnak és libertariánusnak tartanak. A mozgalom több tiltakozást szervezett, és több politikai jelöltet is támogatott már 2007 óta. A legtöbben 2007 december 16-tól számítják a Tea Party létrejöttét, amikor Ron Paul republikánus elnökjelölt  több mint 6 millió dollár adományt gyűjtött kampánya részére egy úgynevezett pénz bomba akció (money bomb) keretében. A mozgalom támogatja a kormányzati kiadások csökkentését, különböző mértékben az adózás elleni ellenállást, az államadósság és a szövetségi kormány deficitjének a csökkentését, és a ragaszkodást az Amerikai Egyesült Államok alkotmányának eredetista  értelmezéséhez. A 2020-as évekre a mozgalom elkezdett eltűnni, beleolvadt a mainstream Republikánus Pártba, ideológiailag fontos része lett, de a Tea Party elnevezést elhagyta.
A mozgalom neve utalás a bostoni teadélutánra (angolul: Boston Tea Party), az elégedetlen gyarmatiak 1773-as megmozdulására, amikor a teát egy hajóról a tengerbe öntötték tiltakozásként az adók ellen. Néhányan úgy utaltak a „Tea” nevére, mint a Taxed Enough Already (magyarul: Épp eléggé megadóztatva) rövidítésére.
A mozgalomnak képviselőcsoportja van a képviselőházban és a szenátusban. A Tea Party-nak nincs központi vezetősége, hanem laza együttműködésű országos és helyi csoportokból áll, amelyek maguk határozzák meg saját platformjaikat és napirendjüket.